# ماهارا (سری‌لانکا)
ماهارا (به لاتین: Mahara) یک منطقهٔ مسکونی در سری‌لانکا است که در ناحیه گامپاها واقع شده‌است.